# Crucișor
Crucișor é uma comuna romena localizada no distrito de Satu Mare, na região histórica da Transilvânia. A comuna possui uma área de 40.92 km² e sua população era de 2522 habitantes segundo o censo de 2007.